# Giuseppe Chiarini
Pour les articles homonymes, voir Chiarini.
Giuseppe Chiarini (né à Arezzo le 17 août 1833 et mort à Rome le 4 août 1908) est un écrivain et critique littéraire italien.

## Biographie
Giuseppe Chiarini a fondé  en 1856 à Florence, avec ses amis Carducci, Ottaviano Targioni Tozzetti et Giuseppe Torquato Gargani, le club des Amici pedanti, une association littéraire qui avait développé un programme d'opposition aux théories romantiques pour revendiquer la tradition classique et qui est restée active jusqu'à 1859, année où, à l'initiative de Chiarini, il publie six numéros du magazine Poliziano, qui traitent principalement de littérature.
Il se rend ensuite à Turin, où il collabore avec la Rivista Italiana - fondée par Terenzio Mamiani en 1860 - jusqu'à en devenir le directeur. Avec le transfert de la capitale, il retourne à Florence en 1865, et l'année suivante, il change le nom de son journal, qui est devenu l'Ateneo Italiano, qui a également fusionné avec Borghini et la Civilità Italiana, avant de cesser de paraître à la fin de l'année. Pour la Rivista et l'Ateneo, des personnalités éminentes telles que Carducci lui-même, Emilio Teza, Alessandro d'Ancona et Domenico Comparetti y ont écrit des articles sur des sujets variés.
En 1879, il a perdu un fils nommé Dante, qui partage un destin tragique commun avec son ami Carducci, qui dans Pianto antico avait chanté la mort de son fils homonyme (produite en 1870).
Il s'installe à Rome en novembre 1884, où il refuse la proposition d'Angelo Sommaruga de reprendre les rênes de la Domenica letteraria, tout juste abandonnée par Ferdinando Martini. Au lieu de cela, il a accepté de diriger la Domenica del Fracassa, un magazine publié entre le 28 décembre 1884 et le 14 février 1886.
Lorsque Adriano Lemmi a fondé la "Loggia di Propaganda" maçonnique à Rome, qui voulait réunir les personnalités les plus éminentes de l'époque, Chiarini (comme, entre autres, Crispi, Zanardelli et Carducci) l'a rejoint.
Il a été le premier biographe de Carducci. Il a également écrit la vie de Giacomo Leopardi (1905) et la vie d'Ugo Foscolo (1910).

## Œuvres
- Della filosofia leopardiana, sur Leopardi, Livourne, Ed. Vigo, 1870.
- La nuova metrica della poesia italiana, (La nouvelle métrique de la poésie italienne) dans « Nuova Antologia », 1er avril 1878.
- I critici italiani e la metrica delle «Odi barbare», Bologne, Ed. Zanichelli, 1878.
- Studi shakespeariani, Livourne, Ed. Giusti, 1979.
- Ombre e figure. Saggi critici, (Essai critique), Rome, Ed. Sommaruga, 1883.
- Donne e poeti. Appunti critici (Femmes et poètes, notes critiques), Rome, Ed. Verderi e C., 1885.
- La poesia non muore, dans «Nuova Antologia», volume 15, 16 juin 1888.
- Gli amori di Ugo Foscolo nelle sue lettere. Ricerche e studi, Bologne, Ed. Zanichelli, 1892.
- Le fonti del "Mercante di Venezia" (Les sources du Marchand de Venise), Rome, 1892.
- Nel terzo centenario della morte di Torquato Tasso, Rome, Ed.Tipografia Elzeviriana, 1895.
- Studi e ritratti letterari (Études et portraits littéraires), Livourne, Ed. Giusti, 1900.
- Giosuè Carducci. Impressioni e ricordi (Giosuè Carducci, Impressions et souvenirs), Bologne, Ed. Zanichelli, 1901.
- Memorie della vita di G. Carducci raccolte da un amico (Souvenirs de la vie de Giosuè Carducci,recueillis par un ami) Florence, Ed. Barbera, 1903.
- Vita di Giacomo Leopardi, Florence, Ed. G. Barbera, 1905.
- La vita di Ugo Foscolo, Florence, Ed. Barbera, 1910.

Les nombreuses éditions critiques éditées par Giuseppe Chiarini, avec préface et commentaires connexes :
- Poesie, rassemblées dans une édition complète, Bologne, Ed. Zanichelli, 1902;

La correspondance, qui comprend la correspondance avec Giosuè Carducci, Gabriele D'Annunzio et Giovanni Pascoli.